# Wiesenbachtal
Das Wiesenbachtal ist ein vom Landratsamt Schwäbisch Hall am 12. Januar 1995 durch Verordnung  ausgewiesenes Landschaftsschutzgebiet auf dem Gebiet der Gemeinde Blaufelden.

## Lage und Beschreibung
Das Schutzgebiet im Tal des Wiesenbachs erstreckt sich beidseits des Baches zwischen dem unteren Ortsrand des Dorfes Wiesenbach und dem oberen des Weilers Engelhardshausen, die beide Blaufeldener Ortsteile sind. Naturräumlich zählt es zum Unterraum Blaufelden-Gerabronner Ebene der naturräumlichen Haupteinheit Hohenloher-Haller Ebene in der Großlandschaft Neckar- und Tauber-Gäuplatten.
Das Tal ist überwiegend offen und landwirtschaftlich genutzt. Am linken Talhang befinden sich einige größere Gehölzbestände.

## Schutzzweck
Wesentlicher Schutzzweck ist laut Schutzgebietsverordnung „die Erhaltung des Gleichgewichts im Naturhaushalt, des charakteristischen Landschaftsbildes, mit der vielfältig wechselnden kleinräumigen Nutzung der Talhänge und der offenen Talaue, seine Bewahrung vor Belastungen und seine Sicherung als Lebens- und Erholungsraum.“